# Mohamed Nahiri
Mohamed Nahiri (arabe : محمد الناهيري), né le 22 octobre 1991, est un footballeur international marocain qui évolue au poste de lateral droit au Baladiyyat El Mahallah.

## Biographie

### En club
Mohamed Nahiri commence sa carrière professionnelle au Difaâ d'El Jadida, le club de sa ville natale. Ensuite, en 2013 exactement, il rejoint le club du FUS et il a également évolué en tant que défenseur au Wydad Athletic Club.
Le 12 août 2021, il rejoint le Raja Club Athletic en paraphant un contrat de trois saisons.

### En sélection
Mohamed Nahiri est aussi sélectionné avec l’équipe nationale marocaine.
Le 22 novembre 2021, il figure parmi les 23 sélectionnés de Houcine Ammouta pour prendre part à la Coupe arabe de la FIFA 2021. Le 1er décembre 2021, à l'occasion de son premier match face à la Palestine, il marque un but sur une frappe lointaine à la 31e minute (victoire, 4-0). En quarts de finales, le 11 décembre 2021, il marque face à l'Algérie A' le but égalisateur à la 63e minute sur une passe décisive d'Abdelilah Hafidi (match nul : 2-2, séance des penaltys : défaite, 5-3). Les Lions de l'Atlas finissent éliminés de la compétition.

## Statistiques

### En sélection
Le tableau suivant liste les rencontres de l'équipe du Maroc dans lesquelles Mohamed Nahiri a été sélectionné depuis le 5 mars 2014 jusqu'à présent.

## Palmarès

### En club
FUS de Rabat
- Championnat du Maroc :
  - Champion : 2016
- Coupe du Trône :
  - Vainqueur : 2014
  - Finaliste : 2015

 Wydad AC
- Championnat du Maroc :
  - Champion : 2018-19
- Supercoupe de la CAF :
  - Vainqueur : 2018

 Raja CA
- Coupe arabe des clubs champions :
  - Vainqueur en 2020.
- Coupe du trône
  - Finaliste en 2022.
- Championnat du Maroc
  - Vice-champion en 2021-22.

### En sélection
Équipe nationale du Maroc
- Championnat d'Afrique des nations de football
  - Champion en 2018